# Пісня світу
«Пісня світу» («Le Chant du monde») — французько-італійський кінофільм 1965 року, знятий режисером Марселем Камю.

## Сюжет
Мателот разом зі своїм другом Антоніо вирушає на пошуки свого сина Ле Бессона в Альпи. Вони дізнаються, що Ле Бессон викрав жінку, в яку був закоханий.

## У ролях
- Шарль Ванель: Марінау, моряк
- Гарді Крюгер: Антоніо
- Андре Лоуренс: Дені Ле Бессон
- Марілу Толо: Джина
- Катрін Денев: Клара
- Серж Маркан: племінник
- Райнхард Кольдехофф: Мандру
- Жинетт Леклерк: Джина, стара леді
- Нане Жермон: Жюні
- Жоржет Аніс: сусідка Клари
- Крістіан Марін: татуйований чоловік
- Мішель Вітольд: Туссен
- Саро Урці: Карле
- Жак Бруніус: Жак Борель
- П'єр Торнаде: епізод
- Жан-Жак Дельбо: епізод
- Мішель Шаррель: епізод
- Валері Буаґель: епізод
- Марія-Роза Родрігес: епізод
- Франсуа Надаль: епізод
- Жерар Шевальє: епізод
- Ліліан Шадель: епізод
- Рене Базарт: епізод
- Еліан Флоріан: епізод
- Катрін Ле Куї: епізод
- Реджин Маккі: епізод
- Марсель Ламберт: епізод
- Клер Дюваль: епізод

## Знімальна група
- Режисер: Марсель Камю
- Сценарій: Марсель Камю
- Оператор: Раймон Лемуан
- Композитор: Андре Хоссейн
- Художник: Роберт Джордані
- Монтаж: Андре Фейкс